# 양당초등학교 (인천)
양당초등학교는 대한민국 인천광역시 강화군 송해면 장정양오길 437 (양오리)에 있었던 초등학교이다.

## 연혁
- 1945년 6월 21일 하점공립국민학교 양오분교 설럽
- 1960년 4월 1일 양당국민학교로 승격
- 1996년 3월 1일 양당초등학교로 개칭
- 1999년 3월 1일 송해초등학교로 통폐합